# Camilo Luzuriaga
Camilo Luzuriaga est un réalisateur, producteur et scénariste équatorien, né en 1953 à Loja, une ville située près de la frontière avec le Pérou.

## Biographie
Dans son école primaire, Escuela Cardenal de la Torre, il devient animateur culturel. Au collège il commence un journal qu'il continuera tout au long de son parcours scolaire. Parallèlement, il se passionne pour le jeu d'acteur ainsi que pour la photographie. La photographie est un point essentiel de sa carrière et lui a permis de s'initier au cinéma. En 1969, il a intégré à Quipucamallu, un groupe expérimental de réalisation audiovisuelle et il a dirigé le Ciné-club de l'École Polytechnique. Ses études en chimie, commencés depuis deux ans se sont alors arrêté afin de privilégier le cinéma. Il a ainsi dédié tout son temps au ciné-club et au groupe de théâtre. Depuis 1971 il a réalisé cinq expositions individuels et il a organisé la Primer Encuentro Nacional de Fotografia Contemporanea (es) (Première Rencontre International de Photographie Contemporaine) en 1982. En parallèle, il devient professeur de photographie dans la faculté d'arts de l'Université Centrale d'Equateur de 1982 à 1987. Puis, professeur d'image à la faculté d'arts, d'architecture et design de l'Université pontificale catholique d'Équateur. À partir de 1994, il donne des cours dans le Taller de Cine y Actuación de Grupo Cine (Travaux dirigés du cinéma et le jeu d'acteur du Groupe Cinéma).

## Parcours cinématographique
À vingt ans, il réalise son premier court-métrage en super 8 et en 16 mm. De cette période, les plus remarquables sont alors Tierra Cañari (1977) et Don Eloy (1981). Avec cinq autres cinéastes, il crée en 1981 le Grupo Quinde (es). Il réalise avec eux Chacon Maravilla (es) (1982) qui gagne plusieurs prix internationaux. Ensuite Asi pensamos (es) film de 1983 sur la vie d'une communauté paysanne luttant pour ses droits et Los mangles se van (es) avec toujours un caractère social important. Il tourne à la même période des documentaires aux côtés de Gustavo et Igor Guayasamin. En 1986, Camilo Luzuriaga crée Grupo cine avec Lilia Lemos et Carlos Naranjo avec qui il montera le premier projet pour son film La Tigra La Tigra (es) en 1990 et qui sera une de ses plus grands succès en Équateur en dépassant les super-production d'Hollywood cette année-là. Après ce film, il adapte le roman Entre Marx y una mujer desnuda (en) en 1996. Pendant sept ans il arrête sa carrière de réalisateur et s'intéresse pour la production. Il reprend son travail en 2003 avec son long-métrage Cara y Cruz (es). Puis en 2004, 1809-1810 Mientras llega el dia (es) basé sur le livre de Juan Valdano.

## Prix Nationaux et Internationaux
Camilo Luzuriaga a obtenu de nombreux prix que ce soit pour ses longs-métrages ou pour ses courts-métrages. Tierra Cañari est son premier films qui a reçu un prix, il gagne alors dans la catégorie Super 8 au Concurso Nacional de Cortomotrajes (Concours National de Courts-métrages) et le deuxième prix dans le II Festival de cinéma de Pueblos Indios à Rio de Janeiro. Pour Don Eloy il reçoit le segond prix dans le Premier Festival de Cinéma Équatorien à Quito. En 1982, il reçoit pour son film Chacon Maravilla le prix de Meilleur Film pour enfants au Festival de Tampere en Finlande et dans celui de La Havane. De plus, il fut sélectionné pour le Festival de Oberhausen.
Quant à ses longs-métrages, La Tigra reçut le prix de meilleur film, au 30e Festival de cinéma Ibéro-américain de Carthagène des Indes en 1990, ainsi qu'au Festival de Trieste en Italie où il gagne les prix de meilleurs scénario et musique. Pour "Entre Marx y una mujer desnuda", le Festival de La Havane l'a récompensé du prix de la meilleure direction artistique.

## Filmographie

### Réalisateur

#### Fiction
- 1990 : La Tigra (The Tigress - Titre en anglais)
- 1996 : Entre Marx y una mujer desnuda (Between Marx and a Naked Woman - Titre en Anglais)
- 2003 : Cara o Cruz (Heads or Tails - Titre en Anglais)
- 2004 : 1809/1810 Mientras llega el día

#### Court-métrage
- 1977- Tierra Cañari
- 1981 – Don Eloy
- 1983 – Asi Pensamos (This is what we think - Titre en anglais)
- 1984 – Los Mangles se van

#### Documentaire
1980- Los hieleros del Chimborazo

#### Coréalisateur
- 1982 - Chacón Maravilla (Wonder Chacón - Titre en anglais) avec Jorge Vivanco
- 1984 - Los Manglares se van (The Mangroves are going - Titre en anglais) avec Cristobal Corral

### Producteur
- 2000 - Proof of Life
- 2009 – Canallas des étudiants de INCINE

### Acteur
- 2007 – Cronicas de Sebastian Cordero (Chronicles - Titre en anglais)